# الیسا کویرولو
الیسا کویرولو (انگلیسی: Elisa Queirolo؛ زادهٔ ۶ مارس ۱۹۹۱) ورزشکار واترپلو اهل ایتالیا است.
وی در مسابقات کشوری و بین‌المللی در مجموع برندهٔ ۱ مدال طلا، ۱ مدال نقره، ۲ مدال برنز شده‌است.